# Olho naupliano
Olho naupliano é um pequeno olho (ocelo) mediano único, na parte anterior da cabeça. Encontra-se em crustáceos. O olho naupliar não forma imagens, mas permite a percepção da direção da fonte de luz, orientando o animal em relação à superfície da água ou em relação ao sedimento.
O agrupamento de ocelos medianos recebe o nome de olho naupliar, que pode degenerar ou persistir no adulto. É composto de três ou quatro ocelos, cada um contendo poucos fotorreceptores.